# Maria Giuseppa Rossello
(cost. 2 Istituto FdM)
Maria Giuseppa Rossello, al secolo Benedetta (Albissola Marina, 27 maggio 1811 – Savona, 7 dicembre 1880), è stata una religiosa italiana, fondatrice della congregazione delle Figlie di Nostra Signora della Misericordia; beatificata nel 1938, è stata proclamata santa da papa Pio XII nel 1949.

## Biografia

### Infanzia
Benedetta Rossello nacque in via Repetto 61 e fu battezzata ad Albissola Marina, in provincia di Savona, il 27 maggio 1811, quarta di dieci fratelli. I genitori (Bartolomeo Rossello e Maria Dedone) erano modesti stovigliai, molto devoti e religiosi. Pure Benedetta, sin da piccola, fu loro d'aiuto a lavorare la creta, nelle faccende domestiche e nella cura dei fratelli minori.
Contemporaneamente era studiosa, piena di carità verso i bisognosi e particolarmente devota verso il Crocifisso e la Santissima Vergine. Iscrittasi al Terz'ordine Francescano (presumibilmente prima del 1830), dall'età di diciannove anni rimase per sette anni (1830-1837) al servizio di una famiglia benestante savonese, i Monleone, priva di figli, per assistere il padrone immobilizzato a letto.
Grazie al suo esemplare comportamento, la signora Monleone, appena perso il marito, le chiese di restare sempre con lei, non più come domestica ma come figlia adottiva, con la prospettiva di ereditare l'intero patrimonio, ma Benedetta rifiutò.
Ella invece sentiva la vocazione religiosa e fece, pertanto, richiesta di far parte di un istituto di carità come suora. Si rivolse alle Figlie di Nostra Signora della Neve, dalle quali ebbe un doloroso rifiuto, poiché la disagiate condizioni economiche della sua famiglia non le avevano dato la possibilità di raccogliere la dote minima necessaria per l'accettazione. Gli anni successivi portarono gravi lutti; in breve tempo la morte della madre, del fratello secondogenito, della sorella Giuseppina, diciassettenne, ed infine anche del padre; Benedetta divenne pertanto il sostegno prevalente della famiglia.

### Gli albori dell'istituto
Nel 1837, a seguito di un appello del vescovo, monsignor Agostino De Mari (1835-1840), alla ricerca di volontarie per occuparsi dell'educazione della gioventù più povera, a ventisei anni Benedetta si mise a disposizione del prelato. Tra i due v'era grande intesa: il vescovo avrebbe provveduto una sede adeguata per costituire la prima scuola e Benedetta avrebbe cercato delle ragazze volenterose. Benedetta fu seguita da Angela e Domenica Pescio e da Paolina Barla.
Siccome erano tutte e tre di Albissola, ivi per sede monsignor De Mari concesse una piccola casa, già appartenuta alla "commenda" di Malta. La fondazione porta la data del 10 agosto 1837 (Conservatorio delle Figlie della Misericordia e di San Giovanni Battista); Angela Pescio, la più anziana, fu eletta superiora; Benedetta ebbe l'incarico di maestra delle novizie, vicaria ed economa. Un crocifisso, una piccola statua della Madonna, mater misericordiae e cinque lire formavano tutti i loro averi. Il 22 ottobre 1837 ci fu la prima vestizione e a Benedetta fu imposto dal vescovo il nome di suor Maria Giuseppa, mentre l'Istituto veniva ufficialmente intitolato Figlie di Nostra Signora della Misericordia.
La missione della nuova istituzione fu l'istruzione ed educazione delle giovani povere e l'assistenza dei malati. Inoltre prestavano il loro servizio nelle scuole e nelle parrocchie, negli ospedali e dovunque venivano richieste.
« Se non siamo generosi con Dio, egli non lo sarà con noi  » avrebbe scritto la Santa. « Non si risponde all'amore che con l'amore »
Dopo due anni, il 2 agosto 1839, le suore pronunciarono i voti perpetui. Nel 1840 vi erano già sette suore professe e quattro novizie; durante il capitolo dello stesso anno, suor Maria Giuseppa fu eletta superiora all'unanimità, carica che mantenne per circa quarant'anni, sino alla sua scomparsa. Il 12 giugno 1841 l'Istituto ottenne dal re Carlo Alberto il riconoscimento legale.
Una grave perdita per il nuovo Istituto fu la morte di monsignor De Mari il 14 dicembre 1840. Egli aveva già predisposto una bozza delle Regole.
La stesura definitiva venne affidata a padre Innocenzo Rosciano, carmelitano, e solennemente consegnata alle suore il 14 febbraio 1846 dal nuovo vescovo di Savona, Alessandro Ottaviano Riccardi (1841-1866), successivamente arcivescovo di Torino).
Sotto la direzione di suor Maria Giuseppa, l'Istituto cominciò ad espandersi in Liguria nel periodo 1842-1855. Nel 1856 prese a contribuire all'opera del riscatto degli schiavi africani, a cui si dedicavano da tempo e con zelo due benemeriti sacerdoti, Nicolò Olivieri (1792-1864) e Biagio Verri. L'Istituto cominciò ad ospitare fanciulle di colore affrancate da uno stato di avvilente schiavitù. Lo spirito missionario della suora si manifestò ancor più allorquando, nel 1876, riuscì ad inviare un primo gruppo di quindici suore a Buenos Aires, in Argentina. Nel 1859 una nuova fondazione, la "Casa della Provvidenza", era stata avviata da suor Maria Giuseppa a Savona per la rieducazione e l'inserimento nella vita delle ragazze delle classi povere. Altre analoghi centri vennero aperti a Voltri, a Sant'Ilario, a Porto Maurizio (1860) e ad Albissola, dove sorse la "Seconda Provvidenza" (1866-1867).

### L'istituto cresce
Dieci anni dopo, nel 1869, suor Maria Giuseppa intraprese un'altra opera coraggiosa, il "Piccolo Seminario per i ragazzi della classe operaia", avviandoli gratuitamente alla carriera ecclesiastica, anche se a costo di non poche amarezze per gli ostacoli e le malignità verso questa istituzione da parte altrui.
L'ultima sua iniziativa, sognata e realizzata postuma, fu la costituzione in Savona della "Casa delle Pentite" (1880), un ostello per le ragazze pentite e in via di conversione, sottratte alla prostituzione.
Dopo due dolorose defezioni, nel 1872 arrivarono alla direzione le Suore della Misericordia. Il beato Edoardo Giuseppe Rosaz si recò a piedi a Savona per prendere accordi direttamente con suor Maria Giuseppa Rossello per collaborazioni con l'ordine nelle scuole piemontesi.
La genialità caritativa di Maria Giuseppa Rossello diventò alta benemerenza sociale per la fondazione di scuole popolari gratuite, una novità assoluta e una necessità urgente, allora, nella Liguria occidentale. La spiritualità della santa fu contrassegnata da un'illuminata fiducia nella Provvidenza, nell'assistenza del patrocinio di san Giuseppe e nello spirito di iniziativa: era solita ripetere come motto, trasmesso alle sue Figlie: "Cuore a Dio, mani al lavoro!".
Nonostante la sua carica, non mancò mai di rendersi utile nei più umili servizi alle ricoverate o agli infermi. Morì a sessantanove anni, il 7 dicembre 1880, nella casa madre in Savona, afflitta da complicazioni cardiache che da tempo già minavano la sua cagionevole complessione provata dal tanto lavoro. Si spense in concetto di santità e fu sepolta nel cimitero locale. Poi, nel 1887, il corpo fu traslato nella casa-madre, dove tuttora permane.
Alla sua morte l'Istituto annoverava sessantacinque case. Con decreto vescovile del 23 gennaio 1892, san Giuseppe fu ufficialmente riconosciuto compatrono dell'Istituto.
Papa Leone XIII riconobbe, con decreto di lode del 14 settembre 1900, la missione che l'Istituto svolge nella Chiesa.
Con decreto pontificio del 12 gennaio 1904, papa Pio X approvò definitivamente l'Istituto e le Costituzioni.

### La beatificazione
Il 19 marzo 1936 papa Pio XI proclamò l'eroicità della virtù di suor Maria Giuseppa Rossello. La sua causa di beatificazione fu avviata a Roma il 23 luglio 1924. Venne beatificata il 6 novembre 1938, dopo l'opportuna indagine e il riconoscimento di due miracoli operati a due sue suore dell'Istituto: suor Maria dello Spirito Santo e suor Paolina Dameri.

### I miracoli e la causa di canonizzazione
A San Biagio della Cima, nel settembre 1938, Pietro Molinari, invalido di guerra, dopo numerosi svenimenti e una netta perdita di appetito, cadde in coma. Il dottor Allegro e il dottor Ughetto, medico di Ventimiglia che faceva parte dell’associazione “Mutilati e Invalidi di Guerra”, e un terzo medico di Genova diagnosticarono una meningoencefalite acuta influenzale. Il dottor Allegro prescrisse delle iniezioni di bioplastina, affermando però che equivaleva a "farle nel materasso", dal momento che non c'erano possibilità che egli sopravvivesse. I parenti e gli amici lo vegliarono, dandosi il cambio. Tra i vari compaesani che vennero a visitare la famiglia Molinari ci fu un'ex suora della congregazione delle Figlie di Nostra Signora della Misericordia, fondata da Maria Giuseppa Rossello, che consegnò loro un’icona votiva della Suora su cui pregare. Il parroco di San Biagio, don Boeri, venne più volte al giorno e si raccomandò di allertarlo se si fosse risvegliato, per somministrargli i Santi Sacramenti prima della morte. Venerdì 4 novembre, festa nazionale durante il fascismo, secondo gli atti processuali, la figlia undicenne di Pietro, Gemma Molinari, restata a pregare sola in chiesa, dopo la messa consacrata al Sacro Cuore di Gesù, affermò di aver udito le seguenti parole: “Non piangere, Gemma, fra due giorni papà guarisce.” Giunta a casa raccontò l’episodio dinnanzi alla madre e al parroco, che però non vi credettero. Due giorni dopo, domenica 6 novembre, mentre a Roma Maria Giuseppa Rossello veniva beatificata, Pietro Molinari si risvegliò. Venne chiamato il parroco, Pietro Molinari ricevette la comunione e si confessò. Le campane del paese suonarono l’agonia, ma, contrariamente ad ogni aspettativa, seguì una ripresa immediata e non restò alcun segno della grave malattia. Dopo numerose visite, i medici, increduli, affermarono che la scienza non sapeva spiegare la guarigione, completa ed istantanea. Il 12 giugno 1949 Pio XII proclamò santa madre Rossello. In tal caso costituirono prova i miracoli relativi alla già citata guarigione prodigiosa di Pietro Molinari e a quella di Teresa Rocchi in De Negri.
Giuseppe Mazzotti, detto Bepi, fu promotore della richiesta affinché suor Maria Giuseppa Rossello diventasse patrona dei ceramisti e la domanda fu accolta con bolla della Congregazione per il Culto Divino del 27 febbraio 1989.
Le è stata intitolata la parrocchia savonese di santa Maria Giuseppa Rossello alla Villetta.

## Carisma e missione
- «Il carisma della Madre Fondatrice, Santa Maria Giuseppa Rossello, si è rivelato come profonda esperienza della misericordia di Dio» (cost. 2)
- «Con il nome di Figlie di Nostra Signora della Misericordia, la S. Madre Fondatrice ha posto l'Istituto sotto la speciale protezione di Maria Madre di Misericordia e ha definito la nostra missione: lavorare per l'estensione del Regno di Dio in tutti i ministeri di misericordia che l'Istituto assume nella Chiesa» (cost. 4)

## Festa liturgica
La festa liturgica ricorre il 7 dicembre; le sue reliquie vengono venerate nella cappella della casa madre delle "Figlie di Nostra Signora della Misericordia" a Savona.